# Želenice (okres Most)
Želenice (německy Selnitz, k odlišení se též někdy používá neoficiální název Želenice nad Bílinou) jsou obec v okrese Most v Ústeckém kraji. Žije zde 485 obyvatel. Katastrální území má rozlohu 976 ha.

## Název
Název vesnice je odvozen z osobního jména Želen ve významu ves lidí Želenových. V historických pramenech se jméno objevuje ve tvarech: Zelenicz (1307), Selnicz (1312), Zelniz (1315), Zelenycz (1352), Zelenicz (1369 až okolo roku 1405), Zelenicz (1406), Zelnicz (1442), Zelenicz (1495), w Zeleniczich (1499), „vzieleniczych“ (1551), Zielenicz (1596), na Želenicích (1603, 1615),  „Wzielniczych“ (1650), Selnice (1654), Selnitz a Želenicze (1787), Selnitz a Zelenice (1833), Želenice a Sellnitz (1848), Želenice a Selnic (1854) a Želenice nebo Sellnitz (1886–1913).

## Historie
První písemná zpráva o Želenicích pochází z roku 1307, kdy v ní sídlil jistý Macinta de Zelenicz, ovšem archeologické průzkumy dokládají, že oblast byla osídlena již v období paleolitu a zajímavé nálezy se v okolí našly rovněž z keltské doby. Během 14. století byla ve vsi vybudována dnes již zaniklá tvrz s poplužním dvorem. V roce 1317 je jako majitel vsi uváděn vladyka Konrád ze Želenic. Ve 14. století zde byl vybudován kostel sv. Václava. První zmínka o něm pochází z register papežských desátků z roku 1352, které stanovily roční platbu šesti grošů. Jeho světskými patrony byli majitelé vsi Kerunkové z Lomu, kolem roku 1385 Pešík z Týnce a od roku 1416 Stupicové ze Želenic, kteří byli manové mosteckého hradu.
Nedaleko obce proběhla dne 23. září 1438 bitva mezi zbytky husitských vojsk žateckého a lounského městského svazu a bývalým husitským hejtmanem Jakoubkem z Vřesovic.
Želenice i po husitských válkách patřily rodu Stupiců až do roku 1495, kdy ves i s příslušenstvím přešla (částečně darem, částečně koupí) do majetku Těmy z Koldic. Od roku 1499 patřily Želenice Novohradským z Kolovrat, v roce 1575 je Petr Novohradský z Kolovrat prodal Václavovi Kaplířovi ze Sulevic. Jeho potomci je v roce 1599 připojili k panství Mirošovice. V roce 1616 Jan Burjan Kaplíř ze Sulevic prodal své statky Želenice, Mirošovice a Hrobčice Štěpánu Jiřímu ze Šternberka. Přes Veroniku Polyxenu ze Šternberka provdanou hraběnku z Martinic se Želenice staly majetkem hraběte Bernarda Ignáce z Martinic, který prodal statek v roce 1668 Sofii Agnes kněžně Ditrichštejnové. Jejím prostřednictvím se Želenice dostaly v roce 1711 do vlastnictví rodu Lobkoviců a až do roku 1848 patřily k bílinskému panství. V roce 1777 byl severně nad obcí zřízen nový hřbitov namísto dosavadního kolem kostela uprostřed obce, v roce 1910 byl rozšířen. V roce 1848 byla dokončena stavba nového kostela a dne 16. července 1848 se zde sloužila první mše.
V roce 1872 byla přes Želenice a Liběšice zprovozněna železnice, ovšem zastávka zde byla zřízena až v roce 1888 a v Liběšicích dokonce až v roce 1934. V roce 1893 byla otevřena nová budova německé dvoutřídní školy (dnes čp. 92). Česká dvoutřídní škola byla založena v roce 1927 a nová školní budova byla postavena v roce 1935 (čp. 127). Obyvatelé se živili převážně zemědělstvím, ale v obci byly také dvě cihelny. V roce 1925 v rámci pozemkové reformy byl zdejší lobkovický velkostatek znárodněn. Na svahu Želenického vrchu otevřela počátkem 20. století firma Stein & Co. kamenolom na znělec a dodnes zde těží firma Keramost.

## Přírodní poměry
Vesnice stojí šest kilometrů severovýchodně od Mostu v údolí řeky Bíliny v nadmořské výšce 211 metrů, na severním okraji Českého středohoří. Bílina zde protéká regulovaným korytem a je napřímena. Původní tok tvořily meandry v široké nivě řeky. Staré koryto lze dodnes místy v nivě řeky nalézt stejně tak i v historických nebo katastrálních mapách.
Velkou část obce tvoří zahrádky a zahrádkářské kolonie kolem řeky (jihozápad obce). V obci je zaveden vodovod a, kanalizace. Pole a louky v okolí jsou hospodářsky využívány, především k pěstování plodin.
Údolí obklopují znělcové kopce: Želenický vrch na jihu, Zlatník na západě, Ovčí vrch (býv. Kaňkov) na severu a nedaleký Bořeň na jihovýchodě.

## Obyvatelstvo
Při sčítání lidu v roce 1921 zde žilo 451 obyvatel (z toho 215 mužů), z nichž bylo 93 Čechoslováků, 350 Němců a osm cizinců. S výjimkou jednoho evangelíka a 33 lidí bez vyznání se hlásili k římskokatolické církvi. Podle sčítání lidu z roku 1930 měla vesnice 529 obyvatel: 155 Čechoslováků, 371 Němců, jednoho příslušníka jiné národnosti a dva cizince. Převažovala výrazná římskokatolická většina, ale žili zde také tři evangelíci, sedm členů církve československé, šest židů, jeden příslušník jiných nezjišťovaných církví a 33 lidí bez vyznání.
|                                                         | 1869 | 1880 | 1890 | 1900 | 1910 | 1921 | 1930 | 1950 | 1961 | 1970 | 1980 | 1991 | 2001 | 2011 | 2021 |
| ------------------------------------------------------- | ---- | ---- | ---- | ---- | ---- | ---- | ---- | ---- | ---- | ---- | ---- | ---- | ---- | ---- | ---- |
| Obyvatelé                                               | 380  | 463  | 419  | 456  | 472  | 451  | 529  | 384  | 395  | 266  | 260  | 220  | 271  | 313  | 325  |
| Domy                                                    | 62   | 73   | 75   | 74   | 83   | 84   | 116  | 120  | 148  | 82   | 77   | 87   | 100  | 106  | 109  |
| Data z roku 1961 zahrnují i domy místní části Liběšice. |      |      |      |      |      |      |      |      |      |      |      |      |      |      |      |

## Obecní správa
Po zrušení patrimoniální správy se Želenice staly samostatnou obcí s osadami Liběšice a Kaňkov v okrese Teplice. V letech 1896–1935 patřily do okresu Duchcov a v letech 1935–1960 do bílinského okresu. Od roku 1960 se nacházejí v okrese Most a osada Kaňkov byla připojena k obci Braňany. Obec se skládá ze samotných Želenic a z osady Liběšice, které stojí asi 1,5 km na jihovýchod. 

### Obecní symboly
Znak a vlajka byly obci uděleny rozhodnutím předsedy Poslanecké sněmovny č. 37 ze dne 8. června 2004.
ZnakV zeleno-zlatě děleném štítě stříbrno-černě dělené třikrát nahoru lomené břevno, provázené nahoře stříbrným beranem ve skoku se zlatou zbrojí.
VlajkaZelený list se dvěma žlutými žerďovými klíny a dvěma třikrát lomenými pruhy, černým a bílým, vycházejícími z první a druhé osminy horního a dolního okraje listu, s jedním vrcholem na žerďovém okraji a dvěma vrcholy v polovině délky listu. Poměr šířky k délce listu je 2:3.

## Doprava
Podél řeky Bíliny vede silnice I/13 spojující Želenice s Mostem a s Bílinou. Silnice II/265 vede ze Želenic do Braňan. Je zde provozována autobusová linka Most–Braňany. V současnosti[kdy?] prochází silnice II. třídy středem obce.
Významnou dopravní tepnou je rovněž železniční trať Ústí nad Labem – Chomutov se zastávkou Želenice nad Bílinou. Zastavují zde osobní vlaky, zpravidla v hodinovém intervalu. Na území obce se nachází rovněž odbočka České Zlatníky.

## Pamětihodnosti
- Kostel svatého Václava a fara z poloviny 19. století jsou památkově chráněné objekty. V roce 1993 byly renovovány. Fara (čp. 27) dnes slouží jako sídlo obecního úřadu.
- Socha svatého Rocha z roku 1760. V roce 1913 byla renovována. Dříve stála u kostela, v současnosti době se nachází v kostele.
- Památník padlým v první světové válce z roku 1928

## Fotogalerie

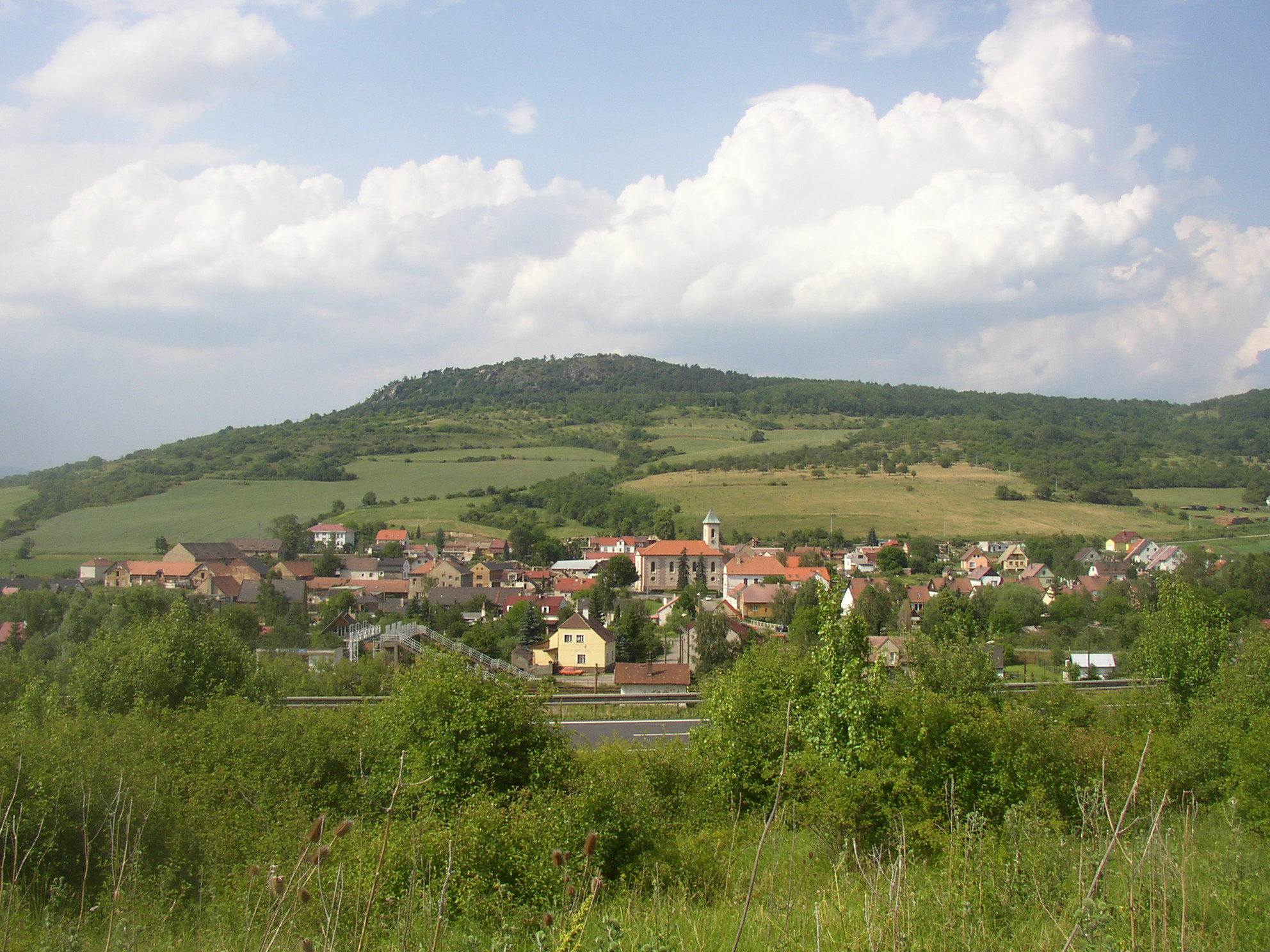
Pohled na Želenice od jihu, v pozadí Ovčí vrch
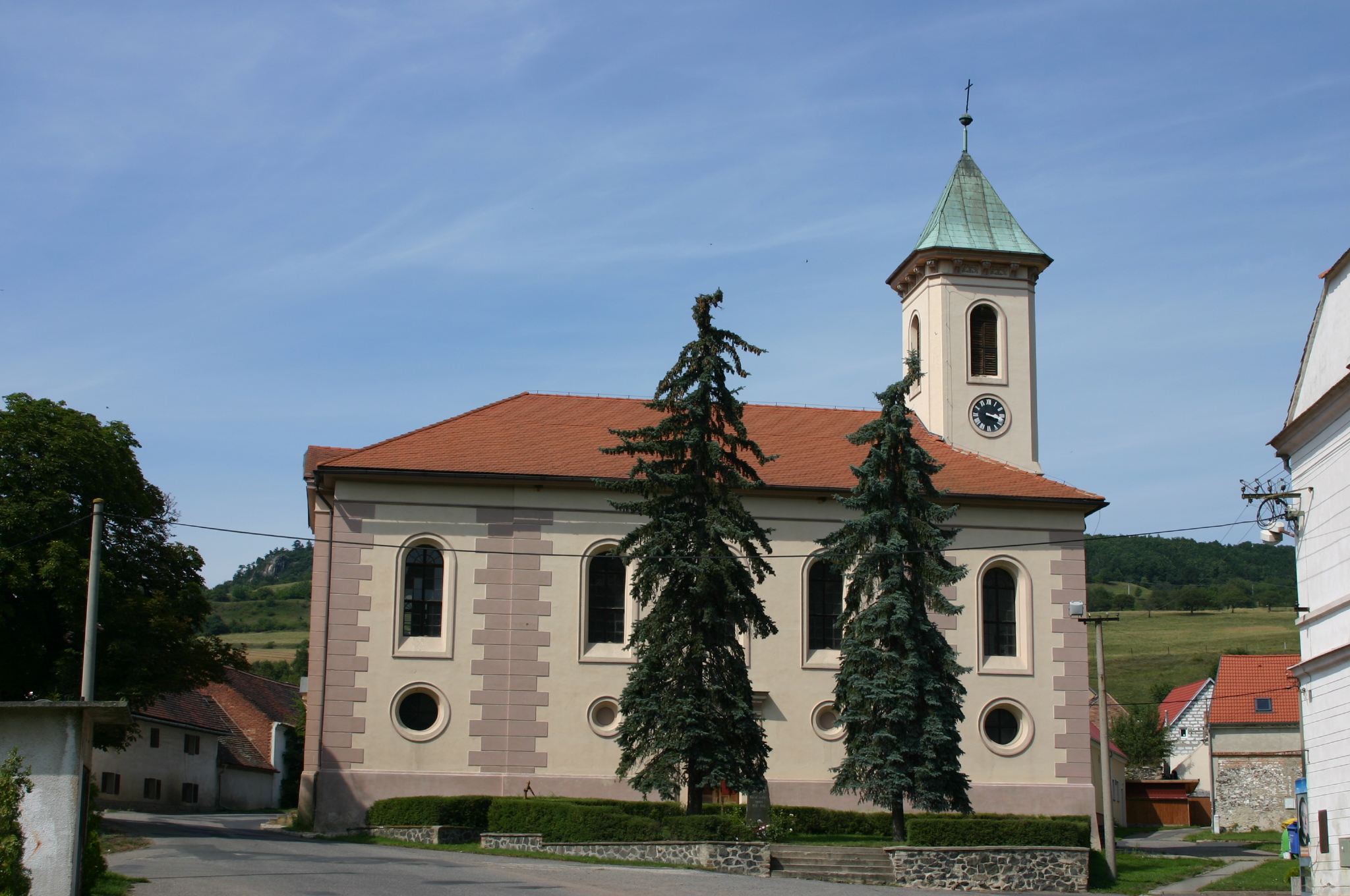
Kostel v Želenicích
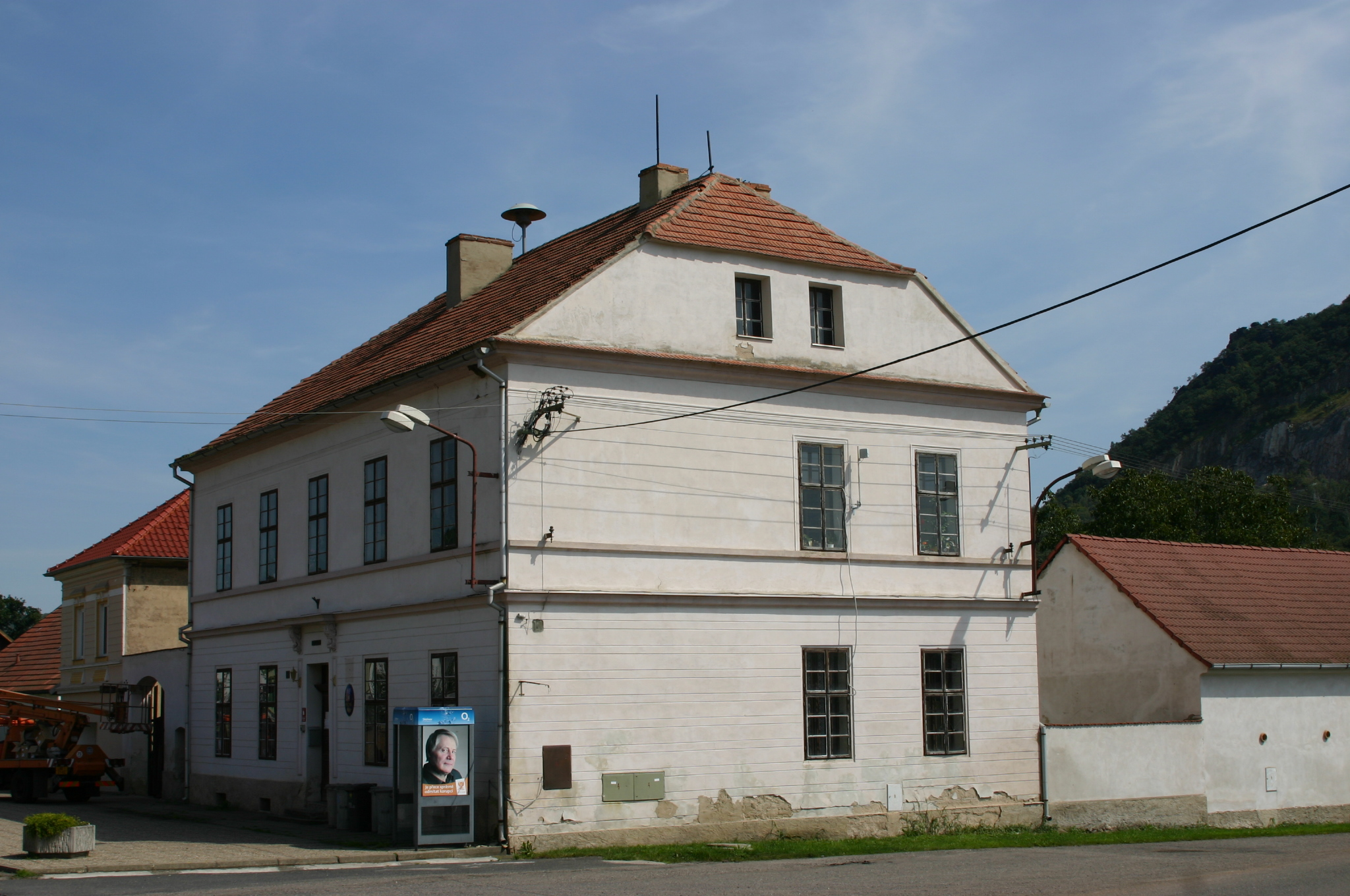
Bývalá fara, dnes sídlo obecního úřadu
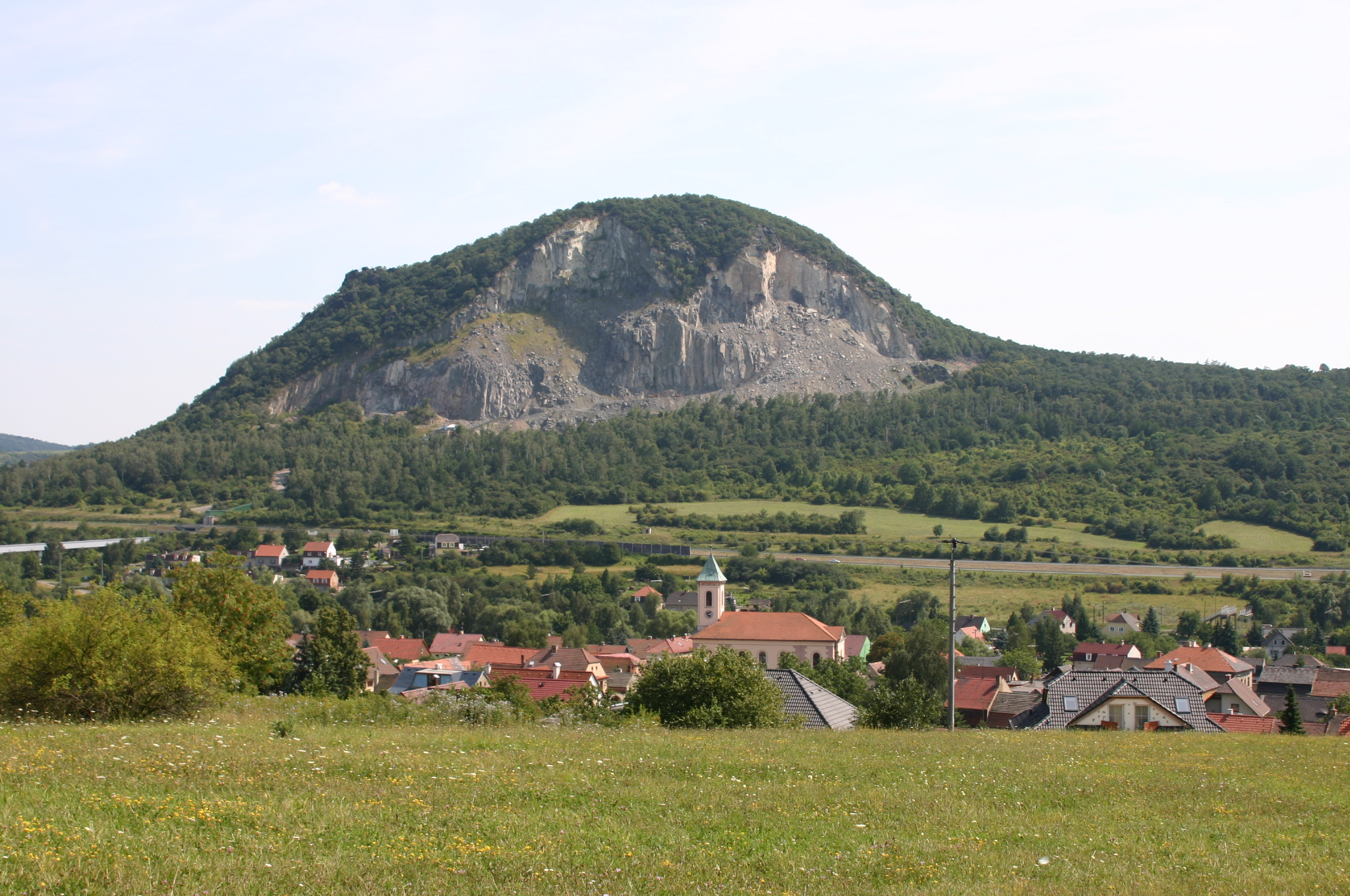
Želenice a Želenický vrch
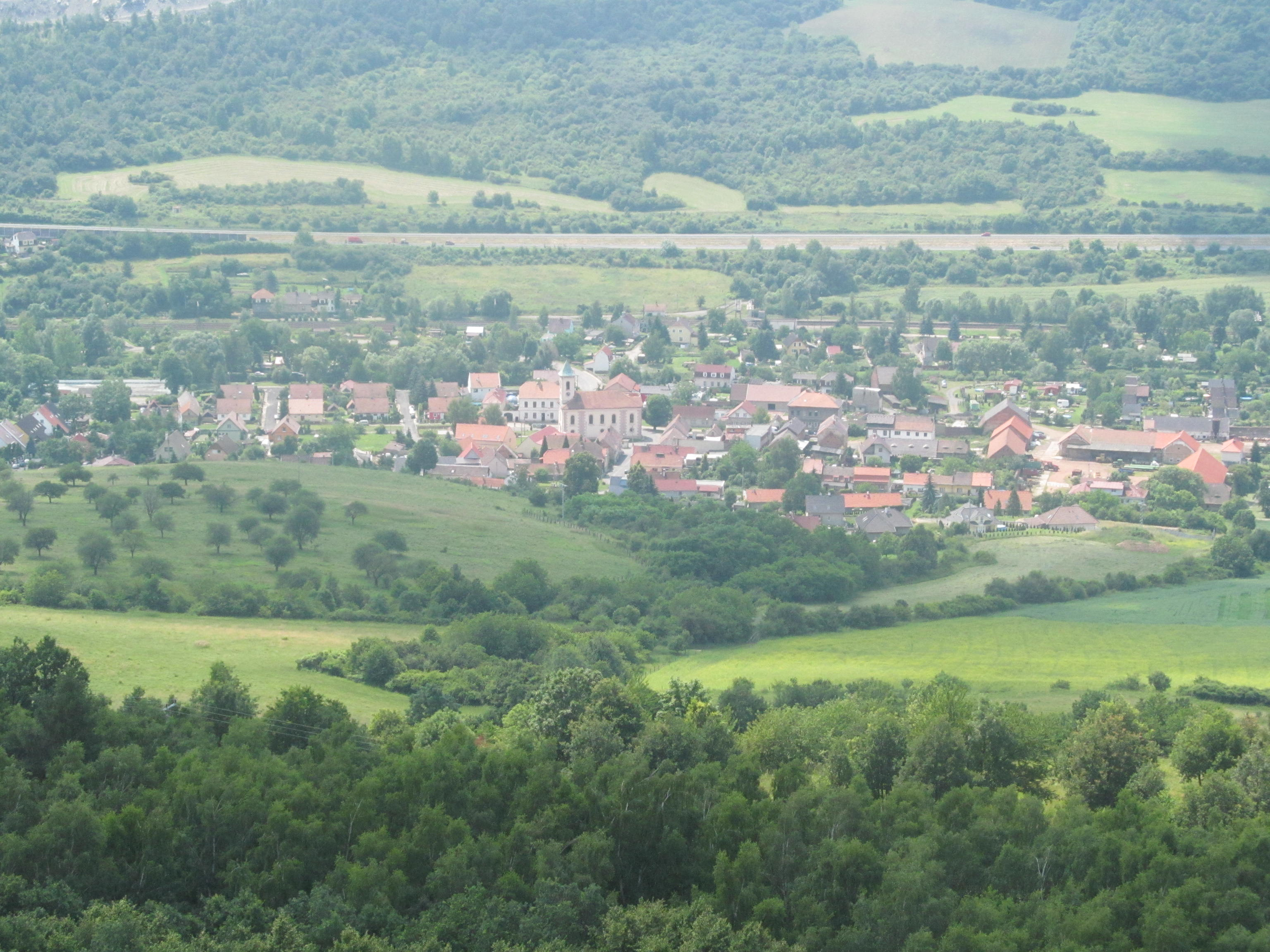
Želenice z Ovčího vrchu